# Tabanding
Tabanding est une localité située à 30 kilomètres de Tambacounda dans la région du Sénégal oriental.
Il compte environ 12000 Habitants.
C’est l’un des villages qui s’est illustré avec un nombre important d’élèves et étudiants.
Parmi les plus connus, on peut citer Moussa SAKHONE.
Ces dernières années, une vague importante de leurs étudiants ont rejoint l’Europe pour des études supérieures.
Par ailleurs, le village est en permanence mouvement en termes de dotations d’infrastructures sanitaires et sociales financées par leur diaspora. 
La particularité de ce village réside dans l’engagement de leur jeunesse dans des projets novateurs.